# Processor Direct Slot

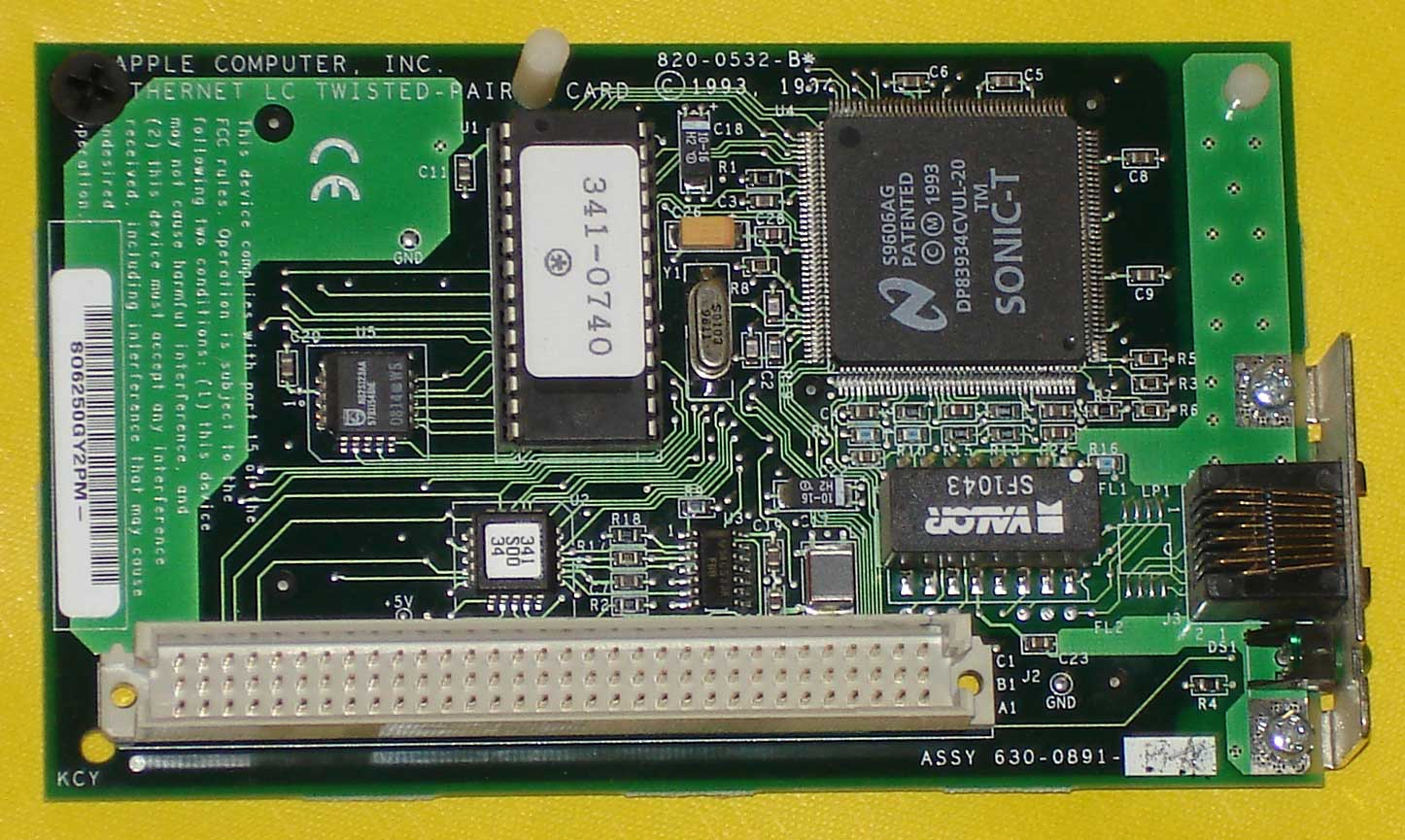
Carte Ethernet au format PDS pour Macintosh LC. Le connecteur PDS est situé en bas à gauche de la photo. La carte s’installe parallèlement à la carte-mère, alors qu’en général les cartes d’extension sont conçues pour s’installer à la verticale de la carte-mère.

Processor Direct Slot ou PDS est une solution d’extension matérielle introduite par Apple dans certains de ses modèles d’ordinateurs Macintosh.